# Popoaia, Botoșani
Popoaia este un sat în comuna Ripiceni din județul Botoșani, Moldova, România.
 Acest articol despre o localitate din județul Botoșani este deocamdată un ciot. Puteți ajuta Wikipedia prin completarea lui.